# Kuwaitische Eishockeynationalmannschaft
Die kuwaitische Eishockeynationalmannschaft wird vom kuwaitischen Eishockeyverband zusammengestellt. Bislang hat sie an je vier Weltmeisterschaften und Winter-Asienspielen teilgenommen. Nach der Weltmeisterschaft 2022 liegt sie in der IIHF-Weltrangliste auf Rang 51.

## Geschichte
Die Eishockeynationalmannschaft Kuwaits nimmt seit 1999 an internationalen Spielen statt und bestritt ihr erstes offizielles Länderspiel am 30. Januar 1999 gegen die Japanische Eishockeynationalmannschaft während ihrer ersten Teilnahme an den Winter-Asienspielen. In diesem Spiel wurde die neugegründete Mannschaft mit 1:44 besiegt. Das Resultat ist zugleich die höchste Niederlage, die die Mannschaft je hinnehmen musste. Bei der zweiten Teilnahme an den Asienspielen im Jahr 2007 erreichte Kuwait immerhin den siebten von elf Plätzen.
Im Juni 2008 nahm Kuwait am Arab Cup of Ice Hockey teil, bei dem man den zweiten von vier Plätzen erreichte. Beim Nachfolgeturnier, dem Eishockeymeisterschaft des Golfes, erreichte man bei den vier Turnieren 2010 bis 2016 jeweils den zweiten Platz. Seit 2010 nimmt Kuwait am IIHF Challenge Cup of Asia teil.
Im Jahr 2018 nahm Kuwait erstmals an einem WM-Turnier teil, an der Qualifikation zur Division III.

## Platzierungen

### Weltmeisterschaften
- 2018 – 4. Platz, Qualifikation zur Division III
- 2019 – 5. Platz, Qualifikation zur Division III (Abstieg in die Division IV)
- 2020–2021 – nicht ausgetragen
- 2022 – 5. Platz, Division IV
- 2023 – 3. Platz, Division IV
- 2024 – 2. Platz, Division IV
- 2025 – 3. Platz, Division IV

### Winter-Asienspiele
- 1999 – 6. Platz
- 2003 – nicht teilgenommen
- 2007 – 7. Platz
- 2011 – 11. Platz (6. Platz Division I)
- 2017 – 16. Platz (6. Platz Division II)
- 2025 – 9. Platz

### IIHF Challenge Cup of Asia
- 2010 – 7. Platz
- 2011 – 4. Platz
- 2012 – 4. Platz
- 2013 – 4. Platz
- 2014 – 6. Platz
- 2015 – 6. Platz (1. Platz Division I)
- 2016 – nicht teilgenommen
- 2017 – 6. Platz (1. Platz Division I)
- 2018 – 5. Platz

### Eishockeymeisterschaft des Golfes
- 2010: 2. Platz
- 2012: 2. Platz
- 2014: 2. Platz
- 2016: 3. Platz
- 2022: 3. Platz

### Arab Cup of Ice Hockey
- 2008: 2. Platz
- 2023: 2. Platz